# پژو ۱۰۸
پژو ۱۰۸ (Peugeot 108) یک خودروی شهری است که پژو در سال ۲۰۱۴ در نمایشگاه خودروی ژنو از آن رونمایی نمود. این خودرو به همراه خودروهای سیتروئن سی۱ و تویوتا آیگو، به صورت مشترک بر روی سکوی یکسان در کارخانه تویوتا پژو سیتروئن اتومبیل چک در کلین جمهوری چک تولید می‌شود.

## سیتروئن سی۱ و تویوتا آیگو
دو خودروی سیتروئن سی۱ نسل دوم و تویوتا آیگو نسل دوم برمبنای پژو ۱۰۸ تولید می‌شوند و همزمان با این خودرو رونمایی شدند. هر سه خودرو دریک کارخانه و بر اساس یک سکو و با قطعات یکسان تولید می‌شوند و تفاوت آنها به شکل ظاهریشان محدود می‌گردد.

## ایمنی
از آنجاییکه هر سه خودروی پژو ۱۰۸، سیتروئن سی۱ و تویوتا آیگو کاملاً یکسان هستند، مؤسسه یورو ان‌سی‌ای‌پی نتایج حاصل از تست هریک را به بقیه خودروها نیز تعمیم داده است. از این رو، تویوتا آیگو به عنوان نماینده هر سه خودرو در سال ۲۰۱۴ مورد تست تصادف این مؤسسه قرار گرفت.
| نتایج تست سال ۲۰۱۴                          |     |
| امتیاز مجموع کسب شده از مؤسسه یورو ان‌سی‌ای‌پی |     |
| حفاظت از سرنشینان                           | ۸۰٪ |
| ایمنی کودک                                  | ۸۰٪ |
| حفاظت از عابر پیاده                         | ۶۲٪ |
| ایمنی فعال                                  | ۵۶٪ |